# Trenton (Michigan)
Trenton – miasto w stanie Michigan w hrabstwie Wayne w Stanach Zjednoczonych.
- Powierzchnia: 19,4 km²